# ATIS

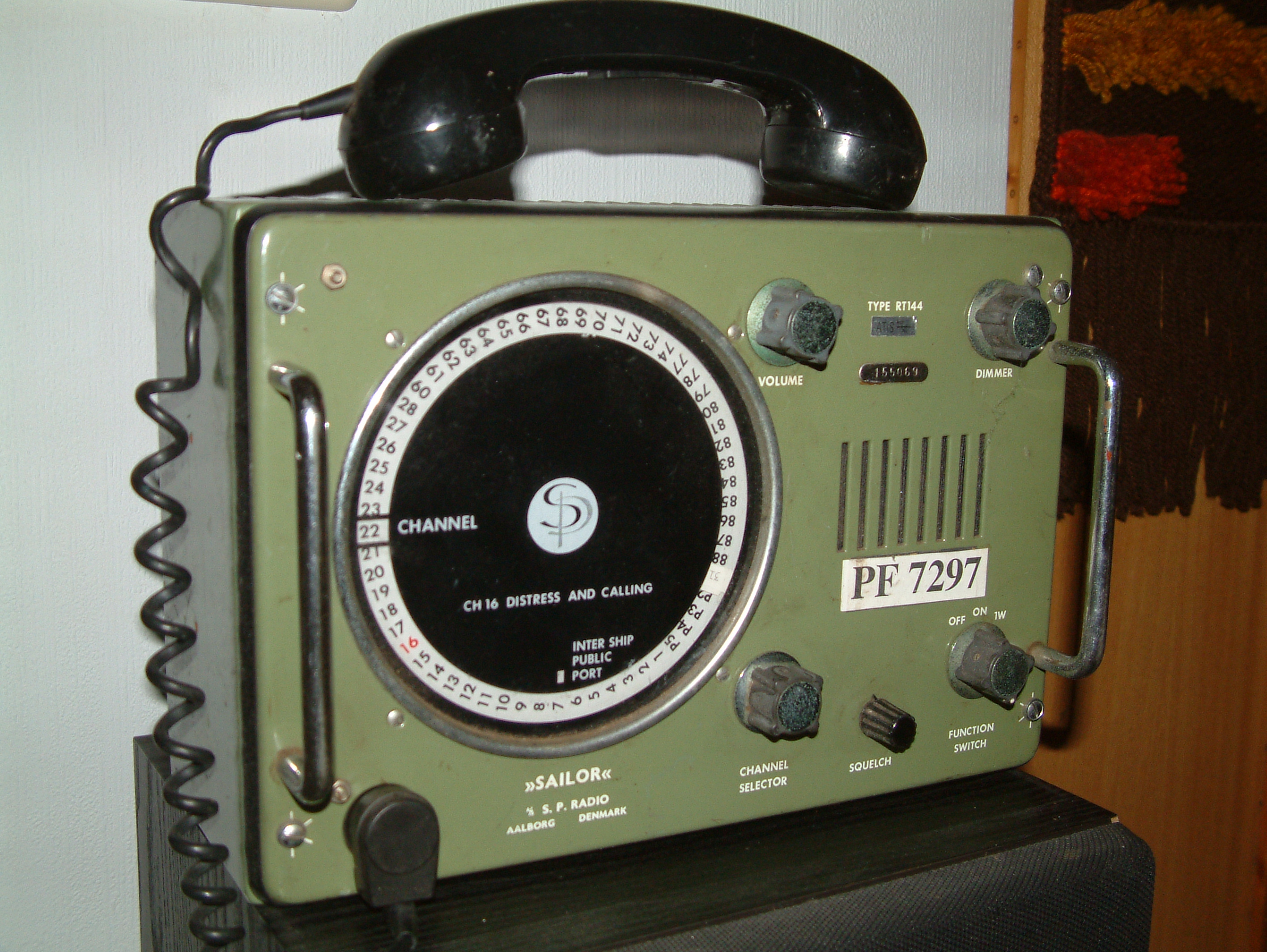
Sailor RT144 amb ATIS incorporat,

El sistema d'identificació automàtica del transmissor ( ATIS: Automatic Transmitter Identification System ) és un sistema de ràdio VHF marítim utilitzat i obligat a les vies navegables interiors d'Europa per identificar el vaixell o vaixell que va fer una transmissió de ràdio. La identitat del vaixell s'envia digitalment immediatament després que l'operador de ràdio del vaixell hagi acabat de parlar i alliberi el botó de prémer per parlar del seu transceptor. Això contrasta amb el sistema d'identificació automàtica (AIS) utilitzat globalment en vaixells que transmeten contínuament. La ràdio envia un missatge breu posterior a la transmissió amb la identitat del vaixell i té la forma d'un indicatiu de trucada codificat o d'identitat de servei mòbil marítim, començant pel número "9" i els tres dígits d'identificació marítima específics del país.

## Ús
L'ús d'ATIS a la xarxa de vies navegables transeuropees i a les vies navegables de connexió està obligat pels acords de l'Arranjament regional sobre el servei radiotelefònic a les vies navegables (RAINWAT), que també prohibeixen l'ús de trucades selectives digitals (DSC) quan cal ATIS, excepte en algunes zones properes a la costa o en zones semblants al mar dels Països Baixos.
La base de dades d'identitats de vaixells ATIS la manté l' Institut belga de serveis postals i telecomunicacions (fr) (nl).
El protocol de senyalització ATIS es basa en el que s'utilitza per a la trucada selectiva digital (DSC); amb les transmissions ATIS amb el camp especificador de format establert en un valor de 121. Tot i que les transmissions DSC tenen lloc exclusivament al canal 70, el senyal digital ATIS es transmet al mateix canal VHF que la transmissió de veu: té una durada de 285 mil·lisegons després que s'hagi deixat anar el botó PTT, utilitzant la modificació de freqüència de modulació de freqüència (FSK) entre les freqüències de 1.300 Hz i 2.100 Hz a 1.200 bauds. La part central del missatge es transmet mitjançant codis de 10 bits; cada codi està format per un símbol de 7 bits seguit d'un recompte de 3 bits del nombre de zeros d'aquest símbol.